# Uleila del Campo
Uleila del Campo er en by og kommune i det sydøstlige Spanien i provinsen Almería. Den har et indbyggertal på 816 (2024) indbyggere.